# Elsbeth van Rooy-Vink
Pour les articles homonymes, voir Vink.
Elisabet 'Elsbeth' van Rooy-Vink née le 25 janvier 1973 à Wijk en Aalburg, est une cycliste néerlandaise, active dans les années 2000. Durant sa carrière, elle participe à des épreuves sur route, en VTT et en cyclo-cross.
Van Rooy-Vink représente les Pays-Bas aux Jeux olympiques d'été 1996 à Atlanta dans les compétitions de cyclisme sur route et de VTT. Aux Jeux olympiques 2004 à Athènes et de 2008 à Pékin, elle court uniquement la compétition de VTT. À Atlanta, elle termine l'épreuve sur route dans un groupe à 53 secondes de la vainqueur, à la 28e place. Elle se classe cinquième de la compétition de cross-country VTT. Elle égale cette performance à Athènes, finissant à nouveau à la cinquième place.

## Palmarès sur route
- 1990
  - 2e du championnat des Pays-Bas sur route juniors
  - 7e du championnat du monde sur route juniors
- 1991
  -  Championne du monde sur route juniors
- 1992
  - Ronde van Zuid-Oost Friesland
  - 1re étape du Tour du Portugal
- 1993
  - 3e étape du Tour de l'Aude
  - 1re étape du Zeeuws-Vlaams Wielerweekend
  - 4e étape de l'Ostlandet 4-Dagens
  - 12e étape du Tour cycliste féminin
  - 9e étape du Tour de la CEE
  - 2e du Zeeuws-Vlaams Wielerweekend
  - 3e du championnat des Pays-Bas sur route
  - 5e du Tour cycliste féminin
  - 8e du championnat du monde sur route
- 1994
  - 2e du championnat des Pays-Bas sur route
- 1995
  - Flevotour
- 1998
  - Holland Ladies Tour :
    - Classement général
    - 2e et 6e étapes

  - 2e du Grand Prix Guillaume Tell (Cdm)
  - 5e du Trophée International (Cdm)
- 1999
  - 4e de la Finale d'Embrach (Cdm)
  - 7e du Ladies Tour Beneden-Maas (Cdm)
- 2000
  - 4e de la Coupe du monde de Montréal (Cdm)
  - 8e de la Liberty Classic (Cdm)

## Palmarès en cyclo-cross
- 1991-1992
  - 2e du championnat des Pays-Bas cyclo-cross
- 2003-2004
  - 3e du championnat des Pays-Bas cyclo-cross

## Palmarès en VTT
Résultats dans les principales compétitions de cross-country VTT
|                                                     | 1996 | 1997 | 1998 | 1999 | 2000 | 2001 | 2002 | 2003 | 2004 | 2005 | 2006 | 2007 | 2008 |
| Jeux olympiques                                     | 5e   |      |      |      |      |      |      |      | 5e   |      |      |      | 14e  |
| Championnats du monde de VTT cross-country          | 15e  |      |      |      |      |      |      | 8e   |      |      |      |      |      |
| Championnats du monde de cross-country marathon     |      |      |      |      |      |      |      |      |      |      | 3e   | 4e   |      |
| Championnats d'Europe                               |      |      |      |      | 4e   |      |      | 8e   |      |      | 9e   |      | 6e   |
| Championnats des Pays-Bas de cross-country          |      | 3e   | 1re  |      |      | 2e   |      | 1re  | 1re  | 2e   | 1re  | 3e   | 1re  |
| Championnats des Pays-Bas de cross-country marathon |      |      |      |      |      |      |      |      |      |      | 1re  |      |      |